# Distrito de Ried
El distrito de Ried es un distrito político del estado de Alta Austria (Austria). La capital del distrito es la ciudad de Ried im Innkreis.

## Localidades con población (año 2018)
- Andrichsfurt 770
- Antiesenhofen 1091
- Aurolzmünster 3000
- Eberschwang 3351
- Eitzing 805
- Geiersberg 519
- Geinberg 1435
- Gurten 1187
- Hohenzell 2246
- Kirchdorf am Inn 636
- Kirchheim im Innkreis 716
- Lambrechten 1300
- Lohnsburg am Kobernaußerwald 2234
- Mehrnbach 2363
- Mettmach 2355
- Mörschwang 328
- Mühlheim am Inn 661
- Neuhofen im Innkreis 2408
- Obernberg am Inn 1633
- Ort im Innkreis 1275
- Pattigham 928
- Peterskirchen 700
- Pramet 1030
- Reichersberg 1511
- Ried im Innkreis 11 903
- St. Georgen bei Obernberg am Inn 569
- St. Marienkirchen am Hausruck 888
- St. Martin im Innkreis 2055
- Schildorn 1227
- Senftenbach 772
- Taiskirchen im Innkreis 2407
- Tumeltsham 1590
- Utzenaich 1536
- Waldzell 2177
- Weilbach 604
- Wippenham 578

El distrito de Ried im Innkreis se divide en 36 municipios.

### Municipios
En negrita se indican las ciudades, en cursiva las ciudades-mercado, y barrios, aldeas y otras subdivisiones de los municipios se indican con letras pequeñas.
- Andrichsfurt
- Antiesenhofen
- Aurolzmünster
- Eberschwang
- Eitzing
- Geiersberg
- Geinberg
- Gurten
- Hohenzell
- Kirchdorf am Inn
- Kirchheim im Innkreis
- Lambrechten
- Lohnsburg
- Mehrnbach
- Mettmach
- Mörschwang
- Mühlheim am Inn
- Neuhofen im Innkreis
- Obernberg am Inn
- Ort im Innkreis
- Pattigham
- Peterskirchen
- Pramet
- Reichersberg
- Ried im Innkreis
- St. Georgen bei Obernberg am Inn
- St. Marienkirchen am Hausruck
- St. Martin im Innkreis
- Schildorn
- Senftenbach
- Taiskirchen im Innkreis
- Tumeltsham
- Utzenaich
- Waldzell
- Weilbach
- Wippenham